# 阿爾蘇普山
84°1′S 159°36′E / 84.017°S 159.600°E
阿爾蘇普山（英語：Mount Allsup）是南極洲的山峰，位於奧次地，處於卡諾皮崖西南端，屬於伊麗莎白女王嶺的一部分，海拔高度2,580米，現時由南極條約體系管理。